# Sojus 11
Sojus 11 ist die Missionsbezeichnung für den am 6. Juni 1971 gestarteten Flug eines sowjetischen Sojus-Raumschiffs zur sowjetischen Raumstation Saljut 1. Infolge einer technischen Fehlfunktion während der Landephase kamen alle drei Kosmonauten ums Leben. Es war die erste erfolgreiche Kopplung eines Raumschiffs an eine Raumstation und der 19. Flug im sowjetischen Sojus-Programm.

## Besatzung
- Georgi Timofejewitsch Dobrowolski (1. Raumflug), Kommandant
- Wiktor Iwanowitsch Pazajew (1. Raumflug), Bordingenieur
- Wladislaw Nikolajewitsch Wolkow (2. Raumflug), Testingenieur

Die drei Kosmonauten waren eigentlich als Ersatzmannschaft vorgesehen. Als ursprüngliche Besatzung waren für diese Langzeitmission Alexei Leonow, Pjotr Kolodin und Waleri Kubassow vorgesehen. Drei Tage vor dem Start wurden jedoch Tuberkulose-Anzeichen bei Kubassow festgestellt, worauf die komplette Mannschaft durch die Reservemannschaft ersetzt wurde. Der Verdacht, dass Kubassow an Tuberkulose litt, bestätigte sich allerdings nicht.
Die zweite Ersatzmannschaft bestand aus Alexei Gubarew, Witali Sewastjanow und Anatoli Woronow.

## Vorbereitung

### Die Raumstation Saljut
Die erste Raumstation der Geschichte, Saljut 1, befand sich bereits seit dem 19. April 1971 in der Erdumlaufbahn. Zu ihrer Ausrüstung gehörten unter anderem ein Teleskop, ein Spektrometer, ein Elektrophotometer und eine TV-Anlage. Außerdem war das geheime Radiometer Swinets an Bord sowie das UV-Instrument Orion, mit dem Raketenstarts auf der Erde beobachtet werden konnten. Das Solarteleskop war nicht einsatzbereit, weil eine Abdeckung an der Außenseite der Raumstation sich nicht wie vorgesehen entfernt hatte.

### Die missglückte Kopplung von Sojus 10
Die erste Besatzung der neuen Raumstation sollte mit Sojus 10 erfolgen. Das Raumschiff näherte sich am 24. April 1971 zwar der Saljut an, die Kopplung wurde aber nicht im richtigen Winkel durchgeführt, weshalb der Mechanismus nicht vollständig einrastete. Die Mission musste abgebrochen werden, ohne dass die Kosmonauten Schatalow, Jelissejew und Rukawischnikow die Raumstation betreten hatten.

### Veränderungen am Raumschiff
Zwar wurde beim Kopplungsversuch der Mechanismus von Sojus 10 verbogen, das Gegenstück an Saljut 1 blieb jedoch unbeschädigt, so dass es ausreichte, bei Sojus 11 den Kopplungsmechanismus zu verstärken, um einen erneuten Versuch zu wagen. Außerdem sollte Sojus 11 im Gegensatz zu Sojus 10 nicht drei, sondern vier Tage autonom im All bleiben können. Zudem wurde das Annäherungs- und Kopplungssystem Igla überarbeitet.

### Weitere Planungen
Die ursprünglich für Sojus 11 vorgesehene Mannschaft hatte zuvor als Ersatzmannschaft von Sojus 10 fungiert. Kommandant war Alexei Leonow, der bei Woschod 2 den ersten Weltraumausstieg der Geschichte durchgeführt hatte. Er war Mitglied der ersten Kosmonautengruppe der Sowjetunion. Ein weiterer Veteran in dieser Mannschaft war Waleri Kubassow, der bereits mit Sojus 6 im All war. Zuvor war er Ersatzmann für den Flug, der als Sojus 2 geplant gewesen, aber abgesagt worden war. Wäre Kubassow zum Einsatz gekommen, hätte er von einem Raumschiff in ein anderes umsteigen müssen. Diese Rolle übernahm er dann bei Sojus 5. Pjotr Kolodin war ein Weltraumneuling, war aber zuvor bereits bei Sojus 7, Sojus 8 und Sojus 10 in der Ersatzmannschaft gewesen.
Geplant war ein Flug von 25 bis 30 Tagen Dauer ab Juni 1971, wobei ein 30-Tage-Flug eine Nachtlandung erfordert hätte.
Es wurde auch erwogen, dass die Sojus-11-Mannschaft einen Weltraumausstieg durchführen sollte, um einerseits den Kopplungsstutzen der Saljut zu untersuchen, andererseits auch die Abdeckung der wissenschaftlichen Geräte an der Außenseite der Raumstation zu entfernen. Zu diesem Zweck hätten allerdings nur zwei Kosmonauten starten können, für drei Personen in Raumanzügen war das Raumschiff zu eng. Dieser Plan wurde aus Zeitgründen abgewiesen. Bis Raumanzüge angefertigt und die Kosmonauten trainiert wären, wäre die Saljut bereits am Ende ihrer Nutzungsdauer angelangt.
Die Ersatzmannschaft von Sojus 11 war für einen weiteren Flug mit Sojus 12 vorgesehen. Kommandant war der Weltraumneuling Georgi Dobrowolski. Ebenfalls ohne Weltraumerfahrung war Wiktor Pazajew, der wie Dobrowolski vor Sojus 11 noch in keiner Ersatzmannschaft war. Lediglich Wladislaw Wolkow war mit Sojus 7 zuvor schon im All. Es war das erste Mal, dass ein erfahrener Kosmonaut einem unerfahrenen Kommandanten zugeordnet wurde.
Auch für Sojus 12 war ein 30-Tage-Flug vorgesehen, geplant war ein Start zwischen dem 15. und dem 20. Juli. Allerdings war die Raumstation nur für einen Betrieb von 90 Tagen ausgelegt, die am 18. Juli abliefen, so dass nicht klar war, ob und mit welcher Dauer dieser Flug stattfinden würde.

### Austausch der Mannschaften
Die beiden Mannschaften (Leonow, Kubassow und Kolodin als Hauptmannschaft, Dobrowolski, Wolkow und Pazajew als Ersatzmannschaft) trafen am 28. Mai in Baikonur ein. Am 3. Juni, drei Tage vor dem vorgesehenen Start, wurde die vorgesehene Mannschaft noch einmal medizinisch untersucht, wobei auf einem Röntgenbild ein Schatten in Kubassows Lunge entdeckt wurde. Die Ärzte diagnostizierten dies als beginnende Tuberkulose und sprachen ihm die Flugfähigkeit ab.
Nach den Vorschriften musste damit die ganze Mannschaft ausgetauscht werden. Statt Leonow, Kubassow und Kolodin sollten nun Dobrowolski, Wolkow und Pazajew zur Saljut starten. Der Leiter der Kosmonautenausbildung, Nikolai Kamanin, befürwortete zwar, nur Kubassow durch Wolkow zu ersetzen, konnte sich aber nicht durchsetzen. Am Folgetag – die Diagnose wurde inzwischen von aus Moskau angereisten Ärzten bestätigt – wurde Dobrowolskis Mannschaft offiziell als Besatzung von Sojus 11 vorgestellt.

## Flugverlauf

### Start, Docking und Wechsel zu Saljut 1
Sojus 11 startete am 6. Juni 1971 um 04:55 UTC und erreichte problemlos die Erdumlaufbahn. Die Flugleitung wechselte vom Startort Baikonur zur Bodenstation in Jewpatorija.
Nach zwei Kurskorrekturen hatte sich Sojus 11 der Raumstation bis auf sieben Kilometer angenähert, daraufhin wurde das automatische Annäherungs- und Kopplungssystem Igla aktiviert. Diesmal musste die Besatzung nicht in den automatischen Ablauf eingreifen. Die Kopplung selbst fand am 7. Juni um 07:49 UTC außerhalb der Reichweite der Bodenstationen statt, und als die Verbindung wieder aufgenommen werden konnte, meldete Dobrowolski die erfolgreiche Kopplung. Nach vier gemeinsamen Umläufen waren alle Checks abgeschlossen und Viktor Pazajew wechselte als weltweit erster Raumfahrer zu einer Raumstation über. Die Kosmonauten meldeten einen unangenehmen, verbrannten Geruch in der Luft. Da ein kompletter Luftaustausch der Station ca. 20 Stunden benötigte, musste die Mannschaft die erste Nacht an Bord der Sojus verbringen. Am nächsten Tag hatte sich der Brandgeruch aufgelöst und die Besatzung begann mit ihrem Arbeitsprogramm an Bord der Station.

### Die erste Raumstationsbesatzung

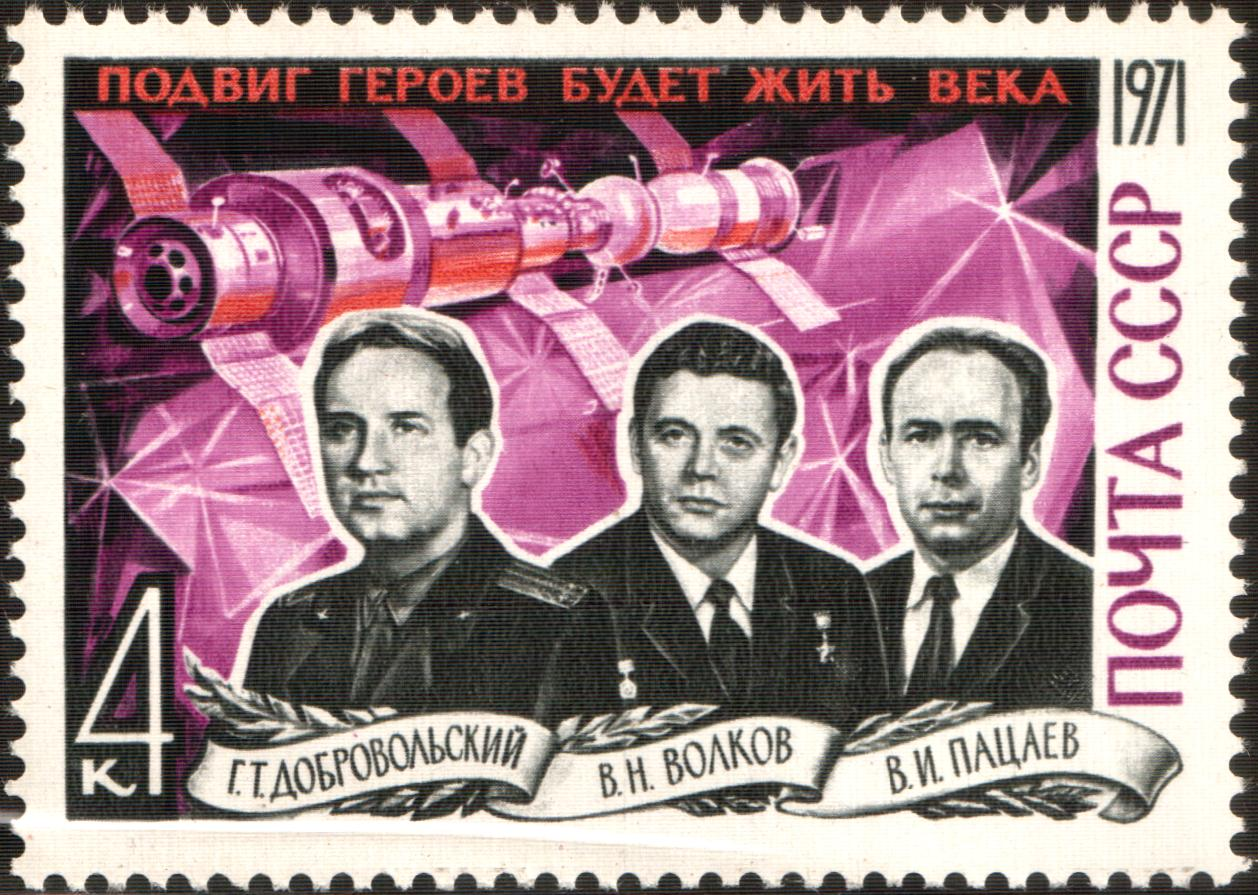
Besatzung auf sowjetischer Briefmarke

Die Besatzung zog in die Saljut um und fuhr alle Systeme der Sojus herunter. Damit ging die erste Raumstation der Geschichte in Betrieb, zwei Jahre vor der amerikanischen Skylab. Die Kosmonauten führten eine Kurskorrektur durch und richteten die Solarzellen zur Sonne aus, um ein Maximum an elektrischer Energie zu erhalten.
An den folgenden Tagen führten die Kosmonauten verschiedene Erdbeobachtungen und wissenschaftliche Experimente durch. Es gab regelmäßige Bildfunk-Verbindungen mit der Bodenstation, bei denen auch mögliche Notlandegebiete besprochen wurden für den Fall, dass die Besatzung die Raumstation plötzlich verlassen musste. Eine solche Notlandung hätte dann möglicherweise außerhalb der Sowjetunion stattgefunden.
Am 16. Juni bemerkten die Kosmonauten erneut einen starken, verbrannten Geruch, dessen Ursache sie nicht feststellen konnten. Zeitweise bereiteten sie das Sojus-Raumschiff zum Abkoppeln vor, blieben dann aber an Bord der Saljut. Zehn Stunden nach dem ersten Auftreten des Brandgeruchs war die Luft wieder normal und die Situation stabil. Kommandant Dobrowolski bat darum, die Mission fortzusetzen. Die Staatskommission entsprach dieser Bitte am nächsten Tag, einem Ruhetag für die Besatzung, ordnete aber an, sämtliche wissenschaftlichen Geräte abzuschalten. Sie sollten nach und nach wieder in Betrieb genommen werden, um die Ursache des Brandgeruchs feststellen zu können. Am Folgetag, dem 18. Juni, waren alle Systeme wieder in Betrieb, es trat aber kein Brandgeruch mehr auf.
Für den 20. Juni war geplant, den Start einer sowjetischen N1-Rakete aus dem All zu beobachten; dieser musste jedoch aufgrund technischer Probleme verschoben werden, so dass eine Beobachtung nicht mehr möglich war. Am 24. und 25. Juni konnten Dobrowolski und Pazajew jedoch die Starts zweier anderer sowjetischer Raketen beobachten. 
Die N1 startete dann am 26. Juni, geriet aber außer Kontrolle und musste nach 51 Sekunden gesprengt werden.
Die Besatzung befand sich im Laufe der Zeit nicht mehr in bester körperlicher und geistiger Verfassung. Aufgrund des Brandgeruch-Zwischenfalls und ungeplanter Reparaturen hatten sie das regelmäßige Training vernachlässigt. Die Gummibänder der Trainingsanzüge, die Schwerkrafteffekte simulieren sollten, wurden zunehmend überdehnt. Die Nutzung des  Ergometers, welches für Bewegung sorgen sollte, wurde nach nur wenigen Tagen eingestellt, da sein Betrieb die ganze Station in Vibration sowie die Solarzellen und Kommunikationsantennen in starke Schwingungen versetzte. Es kam auch zu Spannungen zwischen Kommandant Dobrowolski und dem bereits raumflugerfahrenen Wolkow. Die Landung wurde für den 30. Juni geplant, entweder bei Nacht oder kurz vor Sonnenaufgang. Der spätere Zeitpunkt war günstiger, falls die Besatzung sofort medizinische Betreuung benötigte.
Am 26. Juni hatten die drei Raumfahrer alle wissenschaftlichen und technischen Experimente abgeschlossen. Die restlichen Tage dienten dem körperlichen Training und der Vorbereitung der Rückkehr. Es war nicht möglich, alle Filme und Experimente in der Sojus-Landekapsel zur Erde zurückzubringen, so dass die Bodenstation eine Auswahl treffen musste.
Punkt für Punkt gingen die drei Kosmonauten zusammen mit der Flugleitung die Checklisten durch, um die Raumstation bis zur Ankunft der nächsten Besatzung einzumotten. Alle Systeme, die nicht unbedingt für den automatischen Betrieb notwendig waren, wurden abgeschaltet.

### Landung und Tod der Besatzung
Die Landung war für den 30. Juni im Morgengrauen vorgesehen (noch der 29. Juni nach UT). Die Besatzung sollte während der Landung Funkkontakt über Kurzwelle und UKW halten und das Öffnen des Fallschirms melden. Die Kosmonauten sollten in der Landekapsel bleiben und die Luke nicht selbst öffnen, sondern das Eintreffen der Bergungsmannschaft und des medizinischen Personals abwarten, was höchstens 20 bis 30 Minuten dauern sollte.
Nach dem Umsteigen in das Rückkehrmodul des Sojus-Raumschiffs zeigte eine Warnleuchte an, dass die Luke zwischen Rückkehr- und Orbitalmodul nicht dicht geschlossen war. Erst nach mehreren Versuchen konnte die Besatzung die Luke verriegeln. Nach dem Abkoppeln wurden noch viele Bilder von Saljut 1 aus unterschiedlichen Entfernungen gemacht, um den Zustand der Raumstation zu dokumentieren.
Etwa zwölf Minuten nach dem Zünden der Bremsraketen wurden Rückkehr-, Orbital- und Servicemodul planmäßig voneinander getrennt. Dabei öffnete sich unerwartet ein Ausgleichsventil, und die Atemluft entwich aus der Landekapsel. Dobrowolski, Wolkow und Pazajew waren innerhalb kürzester Zeit tot. Die Landung erfolgte automatisch.
Die folgende Tabelle führt die wichtigsten Ereignisse der Landung auf. Die Zeiten beziehen sich auf UTC am 29. Juni 1971 und differieren leicht je nach Quelle.
| 18:25    | Sojus 11 koppelt über Sibirien von Saljut 1 ab. |
| 21:16    | Die Besatzung bespricht mit der Bodenstation die Wetterdaten im Haupt- und Notlandegebiet. |
| 22:35:24 | Zündung der Bremsraketen |
| 22:38:31 | Ende des Bremsmanövers |
| 22:47:28 | Trennung von Orbitalmodul und Rückkehrmodul. Dabei löst sich vorzeitig die Versiegelung eines Ventils. Dieses Ventil soll für den Druckausgleich in geringer Höhe nach Entfaltung des Hauptschirmes sorgen. |
| 22:49    | Die Landekapsel kommt wieder in Funkreichweite. Die Besatzung hätte das Abtrennen des Orbitalmoduls melden sollen, aber die Bodenstation empfängt nichts.                                                   |
| 22:50    | Der Kabinendruck ist praktisch auf Null gesunken. |
| 22:53    | Während des Wiedereintritts bricht die Funkverbindung planmäßig ab. |
| 22:54    | Die Landekapsel wird, noch 2200 km vom Landepunkt entfernt, vom Radar geortet. |
| 23:05    | Bergungsmannschaften an Bord von Il-14-Flugzeugen und Mi-8-Hubschraubern sichten die Landekapsel, die am Fallschirm herabsinkt. Die Besatzung von Sojus 11 meldet sich nicht.                               |
| 23:16    | Sojus 11 landet 200 km östlich von Dschesgaskan, 200 km südwestlich von Kustanai. Gleichzeitig landen vier Hubschrauber in der Nähe.                                                                        |
| 23:18    | Die Bergungsmannschaft öffnet die Luke und findet die Besatzung leblos in den Sitzen. |

## Der Unfall

### Die Untersuchung
Schon wenige Minuten nach der Landung öffneten Bergungsmannschaften die Luke. Sie fanden die Besatzung leblos in ihren Sitzen angeschnallt, wobei Dobrowolskis Körper noch warm war. Sofort eingeleitete Wiederbelebungsversuche außerhalb der Landekapsel blieben erfolglos.
Drei Stunden nach der Landung waren Spezialisten aus Moskau am Unfallort und
untersuchten die Kabine, die Sitze sowie die technischen Systeme. Alle Schalter waren in der richtigen Stellung. Jedoch waren die Funkgeräte abgeschaltet. Die Landekapsel hatte keine besonders harte Landung gemacht und war intakt. Beide Ausgleichsventile waren wie vorgesehen geöffnet, eines wies jedoch einen geringeren Ventilhub auf. Während die Ärzte den Tod durch Erstickung feststellten, standen die Ingenieure vor einem Rätsel, wann und warum die Kabinenluft entwichen sein konnte, denn die Landekapsel erwies sich als dicht. Eine Antwort darauf konnte nur die Auswertung der automatischen Datenaufzeichnung geben. Nach Abtrennen des Orbitalmoduls konnten keine Telemetriedaten mehr zur Erde gefunkt werden, sie wurden jedoch an Bord mit einem Gerät namens Mir aufgezeichnet.
Die Leichen der drei Kosmonauten wurden noch am selben Tag nach Moskau gebracht und waren dort im Haus der Gewerkschaften aufgebahrt. Sie wurden im Anschluss daran eingeäschert und am 3. Juli wurden die Urnen an der Kremlmauer beigesetzt.

### Ursache
Die Untersuchung ergab, dass etwa zwölf Minuten nach der Bremszündung das Orbitalmodul wie vorgesehen von der Rückkehrkapsel getrennt wurde, wozu Sprengbolzen gezündet wurden. Die Untersuchungskommission folgerte, dass durch die Erschütterung ein Siegel an einem von zwei Druckausgleichsventilen verletzt wurde. Dieses Siegel hätte eigentlich erst viel später durch eine andere Sprengladung entfernt werden sollen, damit ab einer Höhe von wenigen Kilometern Frischluft mit Außendruck in die Kabine gelangen konnte. Dadurch, dass das Ventil bereits in 168 km Höhe geöffnet wurde, entwich die Kabinenluft, was innerhalb von 30 bis 50 Sekunden zur Bewusstlosigkeit führte. Zwei Minuten nach dem Abtrennen des Orbitalmoduls war die Landekapsel praktisch luftleer. Das zweite Ventil öffnete wie vorgesehen durch die Zündung der zugehörigen Pyroladung in geringer Höhe.
Das zugehörige Handrad zum Sperren des Ventils in Notfällen war schwierig zu erreichen. Nur im Fall einer Notwasserung hätten die Besatzung oder Bergungsmannschaften es von Hand schließen müssen, um das Eindringen von Wasser in die Kapsel über das Ausgleichsventil und ein Fluten der Kapsel zu verhindern.
Durch die ausströmende Luft wurde die Rückkehrkapsel im All in eine leichte Rotation versetzt, die durch automatisches Zünden der Lageregelungsdüsen ausgeglichen wurde. Die Aufzeichnungen der Triebwerkszündungen führten die Experten auf die richtige Spur. Der Beweis waren Treibstoffreste aus den Lageregelungstriebwerken im Innern des fehlerhaften Ventils, welche nur im All dort eindringen konnten, da zum Zeitpunkt der planmäßigen Öffnung des Ventils die Triebwerke für die Lagekontrolle im All nicht mehr aktiviert gewesen wären.

### Auswirkungen der Dekompression auf die Besatzung
Die medizinischen Daten der Besatzung wurden ständig aufgezeichnet, jedoch nicht kontinuierlich zur Erde gesendet. Aus den aufgezeichneten Daten wurde durch die Untersuchungskommission der Ablauf nach dem Öffnen des Ausgleichsventils rekonstruiert. Zum Zeitpunkt der Separation des Orbitalmoduls zeigte Wolkow mit 120 Schlägen pro Minute den höchsten Puls der drei Kosmonauten. Pazajew hatte eine Pulsfrequenz von 92 bis 106, Dobrowolski nur 78 bis 85. Der Durchschnittswert bei früheren Flügen lag in dieser Phase bei 120. Einige Sekunden nach dem Abtrennen bemerkte die Mannschaft offensichtlich das Leck. Dobrowolskis Puls stieg auf 114 und Wolkows auf 180. Die Besatzung schaltete die Funkgeräte ab, wahrscheinlich um das Leck akustisch orten zu können. Pazajews Atemfrequenz erreichte 50 Sekunden nach dem Abtrennen 42 Atemzüge pro Minute, ein typisches Zeichen für akuten Sauerstoffmangel. Spätestens 50 bis 60 Sekunden nach der Separation waren bei allen drei Kosmonauten tiefe Bewusstlosigkeit, flache Atmung und irreversible letale Veränderungen in den Gefäßen und im Gehirn eingetreten. Nach ca. 110 Sekunden kam es zu Herz- und Atemstillstand bei allen drei Kosmonauten. Der Milchsäuregehalt in ihrem Blut hatte sich gegenüber dem Normalwert auf das Zehnfache erhöht, ein Zeichen extremen Stresses und des akuten Sauerstoffmangels.
Anderthalb bis zwei Minuten nach der Landung begannen die Bergungskräfte mit den erfolglosen Wiederbelebungsmaßnahmen; die Besatzung war zu diesem Zeitpunkt seit mehr als 25 Minuten tot.

### Warum waren keine Raumanzüge an Bord?
„Ich will keine Feiglinge an Bord meines Raumschiffes“ war die Antwort von Konstrukteur Wassili Mischin, wenn die Rede auf Raumanzüge kam. Während die Kosmonauten an Bord der Wostok-Raumschiffe noch selbstverständlich Raumanzüge trugen, war das bereits bei Woschod 1 nicht mehr der Fall. Da ein Kosmonaut mit Raumanzug wesentlich mehr Platz benötigt als ohne, konnten in dem kleinen Woschod-Raumschiff drei Raumfahrer nur dann untergebracht werden, wenn auf Raumanzüge verzichtet wurde. Während der Leiter des Konstruktionsbüros, Sergei Koroljow, diese Entscheidung befürwortete, wurde sie vom Leiter der Kosmonautenausbildung, Nikolai Kamanin, aber auch von Kosmonauten kritisiert.
Ilja Lawrow, der Konstrukteur des Lebenserhaltungssystems der Sojus, hatte Koroljow schon Jahre zuvor zu überzeugen versucht, dass zumindest Sauerstoffmasken an Bord notwendig seien. Dies hätte der Besatzung noch zwei oder drei Minuten Reaktionszeit gegeben.
Nach außen hin wurde der Verzicht auf Raumanzüge auch mit der größeren Sicherheit der sowjetischen Raumschiffe gegenüber den amerikanischen begründet.

### Hätten die Kosmonauten den Unfall verhindern können?
Einige Offizielle sahen die Schuld bei der ungenügenden Ausbildung der Kosmonauten. Mischin wies darauf hin, dass das Verschließen dieses Ventiles sogar trainiert worden sei. Man hätte zudem das Leck einfach mit einem Finger verschließen können, lautete einer der Vorwürfe. Das Schließen dieses Ventils gehörte tatsächlich zu einer der trainierten Notprozeduren – allerdings für den Fall einer Wasserung, wobei die Kosmonauten dafür mehrere Minuten Zeit gehabt hätten.
Hätte die Besatzung auf den Abfall des Kabinendrucks rechtzeitig reagieren können, so wären ihr trotzdem nur etwa 25 bis 30 Sekunden Zeit vor Eintritt der Bewusstlosigkeit geblieben, das geöffnete Ventil zu finden und zu schließen. Das Ausströmen der Luft war nur in der Nähe von Dobrowolskis Sitz zu hören. Bei Pazajew und Wolkow waren die Schultergurte geöffnet. Dobrowolskis Gurte waren bei der Landung nicht geschlossen und ineinander verdreht. Möglicherweise hat er tatsächlich einen Versuch der Abdichtung über das Handrad am betroffenen Ventil unternommen. Dafür spricht auch, dass eines der Lüftungsventile nicht in voll geöffneter Position, sondern mit 10 mm geringerem Öffnungshub vorgefunden wurde.

## Auswirkungen
Dobrowolski, Wolkow und Pazajew wurden am 3. Juli mit einem Staatsbegräbnis geehrt. Einer der Sargträger war der amerikanische Astronaut Tom Stafford. Die Urnen der drei Besatzungsmitglieder von Sojus 11 wurden später an der Nekropole an der Kremlmauer in Moskau beigesetzt.
Die bemannte sowjetische Raumfahrt kam zu einem kompletten Stillstand. Nur wenige Tage zuvor hatte die N1-Rakete, die ursprünglich für das sowjetische Mondprogramm entwickelt worden war, auch beim dritten Testflug versagt. Das konnte zwar geheim gehalten werden, aber vor der Weltöffentlichkeit musste man zugeben, dass ein Konstruktions- oder Bedienungsfehler zum Tod der Sojus-11-Mannschaft geführt hatte.

### Verlust von Experimentaldaten
Sojus 11 konnte nicht alle Filme und Experimentaldaten zur Erde zurücktransportieren. Die Raumstation Saljut 1 blieb unbemannt und verglühte am 11. Oktober 1971. Damit gingen auch viele wissenschaftliche Ergebnisse verloren.

### Neuer Raumanzug, neues Raumschiff
Nachfolgende Sojus-Besatzungen trugen bei Start und Landung Raumanzüge. Dazu wurde von NPP Swesda unter der Leitung von Gai Sewerin der neue Raumanzug Sokol entwickelt. Das zugehörige Lebenserhaltungssystem sollte bei Druckabfall die Kabine wieder mit Luft füllen. Dem erhöhten Raumbedarf für Raumanzüge und Lebenserhaltungssystem fiel der dritte Sitz zum Opfer. Das Sojus-Raumschiff konnte bis zur Einführung der Modifikation Sojus-T nur noch zwei Raumfahrer aufnehmen.
Das modifizierte Raumschiff startete am 26. Juni 1972 als Kosmos 496 zu einem unbemannten Testflug, ein weiterer folgte am 15. Juni 1973 als Kosmos 573. Der erste bemannte Start erfolgte mit Sojus 12 am 27. September 1973. Somit hatte die bemannte sowjetische Raumfahrt eine zweijährige Zwangspause verbracht.

### Erweiterungen an den nächsten Raumstationen
Der 20-tägige Aufenthalt der Kosmonauten an Bord der Saljut zeigte, welche Einrichtungen dem täglichen Gebrauch gewachsen waren und wo in Zukunft Erweiterungen notwendig waren. Die nächsten Raumstationen sollten demnach auch eine Einrichtung haben, mit der Flüssigkeiten in den Weltraum abgestoßen werden konnten, sowie Solarzellen und wissenschaftliche Instrumente, die sich automatisch zur Sonne oder zu einem anderen Ziel ausrichten. Außerdem waren eine bessere Steuerungseinheit und bessere Ruhemöglichkeiten für die Besatzung notwendig.
Die nächsten drei Starts von Raumstationen erfolgten am 29. Juli 1972, am 3. April 1973 und am 11. Mai 1973, waren aber allesamt erfolglos.
Erst der Start von Saljut 3 – einer Raumstation vom Typ Almaz – am 24. Juni 1974 glückte. Die Besatzung von Sojus 14 war die erste, die die Erweiterungen verwenden konnte.

### Kamanin setzt sich zur Ruhe
Der Leiter der Kosmonautenausbildung, Nikolai Kamanin, hatte schon vor dem Flug von Sojus 11 einen schweren Stand. Am 8. Juli trat er von seinem Amt zurück. Sein Nachfolger wurde Wladimir Schatalow, der Kommandant der Missionen Sojus 4, 8 und 10.

### Die anderen Kosmonauten
Während der Sojus-11-Mission hatte sich bereits die nächste Mannschaft darauf vorbereitet, mit Sojus 12 einen zweiten Aufenthalt auf Saljut 1 durchzuführen. Diese Mannschaft bestand aus Alexei Leonow, Pjotr Kolodin und Nikolai Rukawischnikow. Sie entsprach bis auf Rukawischnikow, der Kubassow ersetzte, der ursprünglichen Mannschaft von Sojus 11. Rukawischnikow hatte zuvor als Spezialist des ZKBEM zur Besatzung von Sojus 10 gehört, die vergeblich versucht hatte, an Saljut anzukoppeln.
Als Mannschaft von Sojus 13, dem Zubringerflug für die dritte Besatzung von Saljut 1, waren Alexei Gubarew, Witali Sewastjanow und Anatoli Woronow vorgesehen. Es war allerdings unsicher, ob diese Mannschaft noch während der Lebensdauer von Saljut 1 ins All hätte fliegen können.
Mit dem Tod der Besatzung von Sojus 11 wurden sämtliche Planungen vorerst auf Eis gelegt.
Nach Wiederaufnahme der Raumflüge im September 1973 gab es bis zum Start von Sojus T-3 nur noch Besatzungen mit zwei statt drei Raumfahrern. Rukawischnikow kam erst im Dezember 1974 mit Sojus 16 zu seinem nächsten Raumflug, Gubarew flog im Januar 1975 mit Sojus 17 zu Saljut 4, Sewastjanow im Mai 1975 mit Sojus 18 zum selben Ziel. 
Der Verdacht auf Tuberkulose bei Kubassow bestätigte sich nicht. Er wurde wieder seinem Kommandanten Leonow zugeteilt. Sie nahmen im Juli 1975 mit Sojus 19 am Apollo-Sojus-Test-Projekt, dem ersten internationalen Raumflug, teil. Kolodin und Woronow kamen zu keinem Raumflug.